# Sergesto
(Virgilio, Eneide, V, 175-177)
Sergesto è un personaggio dell'Eneide. Egli figura come uno dei capi troiani tra quanti fuggono insieme ad Enea dopo la caduta della loro città, come si evince al verso 510 del libro I dell'Eneide e al 288 del libro VI.

## Il personaggio
Nel quinto libro dell'Eneide Sergesto comanda la nave Centauro che partecipa, insieme ad altre tre imbarcazioni, ai giochi funebri indetti da Enea per commemorare la morte del padre Anchise, avvenuta un anno prima. Nel corso della gara la nave di Sergesto si avvicina troppo agli scogli e rimane incagliata.
Sergesto appare inoltre come personaggio minore anche nella commedia di Christopher Marlowe Didone, Regina di Cartagine (1586 circa).

## Interpretazione e realtà storica
C'è chi ritiene che la brutta figura di Sergesto in questa occasione sia da riferirsi alla pessima fama del suo discendente Catilina, appartenente alla gens Sergia. Tuttavia altrove Sergesto gode di miglior fortuna. È considerato comunque un personaggio importante in quanto secondo Virgilio fu il capostipite dell'eponima Gens Sergia, una delle Gentes originarie dell'antica Roma.